# Rorqual de Rice
El rorqual de Rice (Balaenoptera ricei) és una espècie de misticet endèmic de les regions nord-orientals del golf de Mèxic. Anteriorment havia estat considerat una subespècie del rorqual de Bryde amb el nom de «rorqual de Bryde del golf de Mèxic». La seva condició d'espècie fou determinada per primera vegada el 2014 per dos genetistes, Patricia E. Rosel i Lynsey A. Wilcox, que obtingueren dades d'ADN mitocondrial i nuclear que indicaven que la població del golf era un llinatge diferent i possiblement una nova espècie més propera a B. edeni. Les proves genètiques i anatòmiques addicionals publicades en un estudi posterior el 2021 ho confirmaren. Tant el nom comú de balena de Rice i el nom específic ricei fan honor del cetòleg Dale W. Rice (1930-2017).